# Col·legi Oficial d'Arquitectes de les Illes Canàries
El Col·legi Oficial Interinsular d'Arquitectes de les Illes Canàries, COIAC, és un col·legi professional d'arquitectes de la Comunitat Autònoma de Illes Canàries (Espanya). Com a col·legi professional oficial és una Corporació de dret públic.

## Història
Fins a febrer de 1969, en què es crea el Col·legi Oficial d'Arquitectes de Canàries (COAC), els professionals illencs depenien del Col·legi d'Andalusia Occidental, Badajoz i Canàries.
Des de la seva creació, només va existir un únic Col·legi Oficial d'Arquitectes, amb seu a l'illa de Tenerife (decret de fundació: 374/1969 de 27 de febrer) i dues delegacions provincials a Las Palmas i Tenerife. La seu va tenir diferents emplaçaments, com una oficina a la plaça de la Candelaria o en el Col·legi de Metges al carrer Horaci Nelson, fins que al febrer de 1972 s'inaugura la seu actual, situada a la Plaça Arquitecte Alberto Sartoris.
Al maig de 1990 el COAC renova els seus estatuts per organitzar-se entorn de la idea matriu de la regió i l'illa; la regió com a marc general per a la gestió dels assumptes suprainsulares i l'exercici de les potestats representativa, deontològica, normativa i de coordinació en garantia de la unitat d'acció bàsica i d'igualtat en l'exercici professional; i l'illa com a marc per a la gestió dels respectius interessos insulars. A tal fi, l'estructura organitzativa del COAC passa a tenir dues Demarcacions de Règim Ple (Tenerife-La Gomera-El Ferro, i Gran Canària) i tres Demarcacions de Règim Limitat (La Palma, Lanzarote i Fuerteventura). Aquest Estatut Particular del COAC sofreix diferents modificacions, principalment degudes d'una banda a adaptacions a legislació sobrevinguda (Modificació dels Estatuts Generals del Consell Superior dels Col·legis d'Arquitectes d'Espanya, Llei Estatal del Sòl i Valoracions, Llei de Mesures Liberalitzadores en Matèria de Sòl i Col·legis Professionals, Llei Canària de Col·legis Professionals) com a modificacions conjunturals de l'economia i de la pràctica professional.
Al juliol de 2012 els arquitectes residents a l'illa de Gran Canària van iniciar un procés de segregació, fora del marc estatutari, per constituir-se com a col·legi professional independent amb la denominació Col·legi Oficial d'Arquitectes de Gran Canària. El Decret per a la seva segregació va ser aprovat pel Consell de Govern de la Comunitat Autònoma Canària el 12 de desembre de 2014 i publicat en el «Butlletí Oficial de Canàries núm. 2014/246 (anunci 5.616) el 19 de desembre de 2014».. Després del procés de segregació l'organització passa a denominar-se Col·legi Oficial Interinsular d'Arquitectes de Canàries, COIAC.
A l'octubre de 2015, els col·legiats de les Demarcacions de la Palma, Fuerteventura i Lanzarote van iniciar sengles processos de segregació, aquesta vegada seguint el marc establert en l'estatut particular, actualment en curs de resolució.
Els Col·legis d'Arquitectes de Canàries que resultin d'aquest procés de descomposició hauran d'agrupar-se en un Consell Autonòmic per a la seva integració en el Consell Superior dels Col·legis d'Arquitectes d'Espanya (CSCAE), que és l'organisme que agrupa i representa als arquitectes a nivell nacional.
Durant la seva història, han estat Degans del COAC:
- Rubens Henríquez Hernández (01/01/1969 - 18/05/1973)
- Salvador Fábregas Gil (18/05/1973 - 20/05/1975)
- José A. Domínguez Anadón (20/05/1975 - 07/10/1977)
- Alberto Monche Escubos (07/10/1977 - 28/12/1977)
- Carlos J. Hernández Gómez (28/12/1977 - 11/10/1979)
- Luís Cabrera Sánchez-Real (11/10/1979 - 30/10/1980)
- Manuel Roca Suárez (30/10/1980 - 30/06/1981)
- Luís M. Martín Rodríguez (30/06/1981 - 31/05/1985)
- Carlos Guigou Fernández (31/05/1985 - 19/04/1988)
- Hugo Luengo Barreto (19/04/1988 - 29/05/1988)
- Carlos Ardanaz Miranda (29/05/1988 - 10/05/1993)
- Manuel Padilla Gómez (10/05/1993 - 08/10/1993)
- Francisco González Reyes (08/10/1993 - 10/06/1996)
- Juan C. Reveriego Fabrellas (10/06/1996 - 09/07/1999)
- Ramiro Cuende Tascón (09/07/1999 - 17/06/2002)
- Juan Torres Alemany (17/06/2002 - 10/06/2008)
- Virgili Gutiérrez Ferrers (10/06/2008 - 19/04/2010)
- Víctor Hernández Pérez (19/04/2010 - 24/05/2011)
- Dolores Cabrera López (24/05/2011 - 03/06/2014)

## Regulació i organització
Els Estatuts que regulen el funcionament del COIAC van ser aprovats per l'Assemblea de col·legiats el 29 de maig de 1990 i modificats per última vegada el 14 de maig de 2015. Aquesta última versió dels estatuts està publicada en «Butlletí Oficial de Canàries núm. 2015/177 (anunci 4.138) el 10 de setembre de 2015». .
L'actual Degà del COIAC és D. Joaquín Mañoso Valderrama.

## Arquitectes a les Illes Canàries
- José Luján Pérez (1756-1815)
- Manuel de Oraá i Arcocha (1822-1889)
- Secundino Zuazo Ugalde (1887-1971)
- Miguel Martín-Fernández de la Torre (1894-1979)
- Luís Cabrera Sánchez-Real (1911-1980)